# معبر الدبداب
معبر الدبداب واحد من ثلاث معابر تربط ليبيا بالجزائر. ظلّ المعبر مغلقاً مدّة أربعة أشهر سنة 2011 من الجانب الجزائري بحجّة «تردي الوضع الأمني في ليبيا» وفي 8 اغسطس من عام 2024 بدات قوات حفتر بالتحرك عسكريا في معبر غدامس الدبداب الحدودي مع دوله جمهوريه ليبيا العربيه الافريقيه وهذا ما آثار قلق ليبيا من صراع محتمل مع جارتها الجزائر ولذلك اصدر المجلس الاعلى للدوله نفسها قرارا باغلاق المعبر مره اخرى حال حدوث الحرب الطاحنه.